# 2012年夏季奥林匹克运动会闭幕式
2012年夏季奥林匹克运动会闭幕式，又称英国音乐交响曲（英語：A Symphony of British Music），于2012年8月12日在伦敦奥林匹克体育场举行。本次闭幕式于伦敦时间21:00开始，并于00:11结束，总计3小时11分钟。估计全球观众人数达到7.5亿人。闭幕式也包括向2016年夏季奥林匹克运动会举办城市里约热内卢的移交仪式。奥运圣火在0时01分熄灭，象征奥运结束。

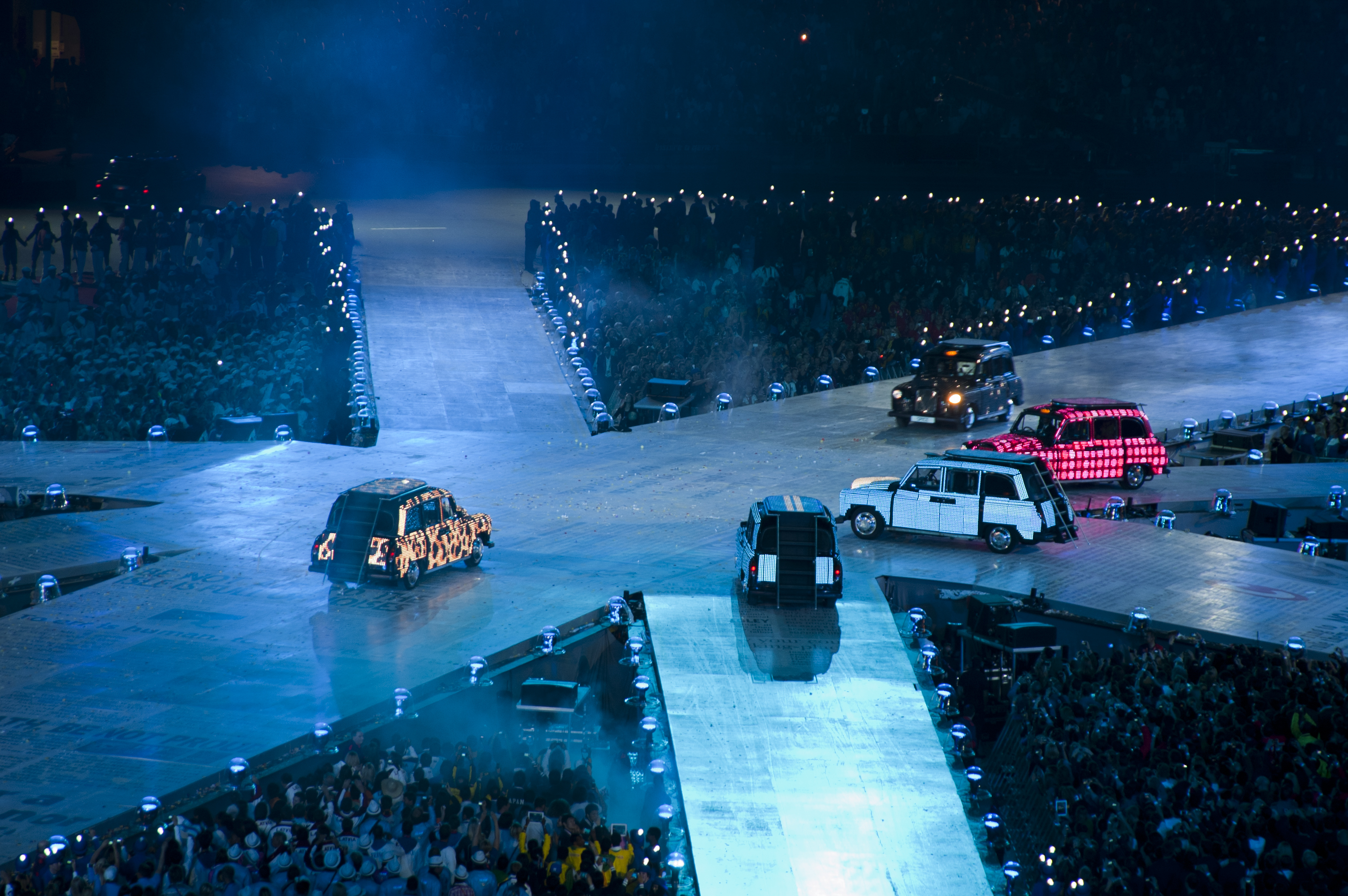
辣妹组合正在台上表演

## 里约8分钟

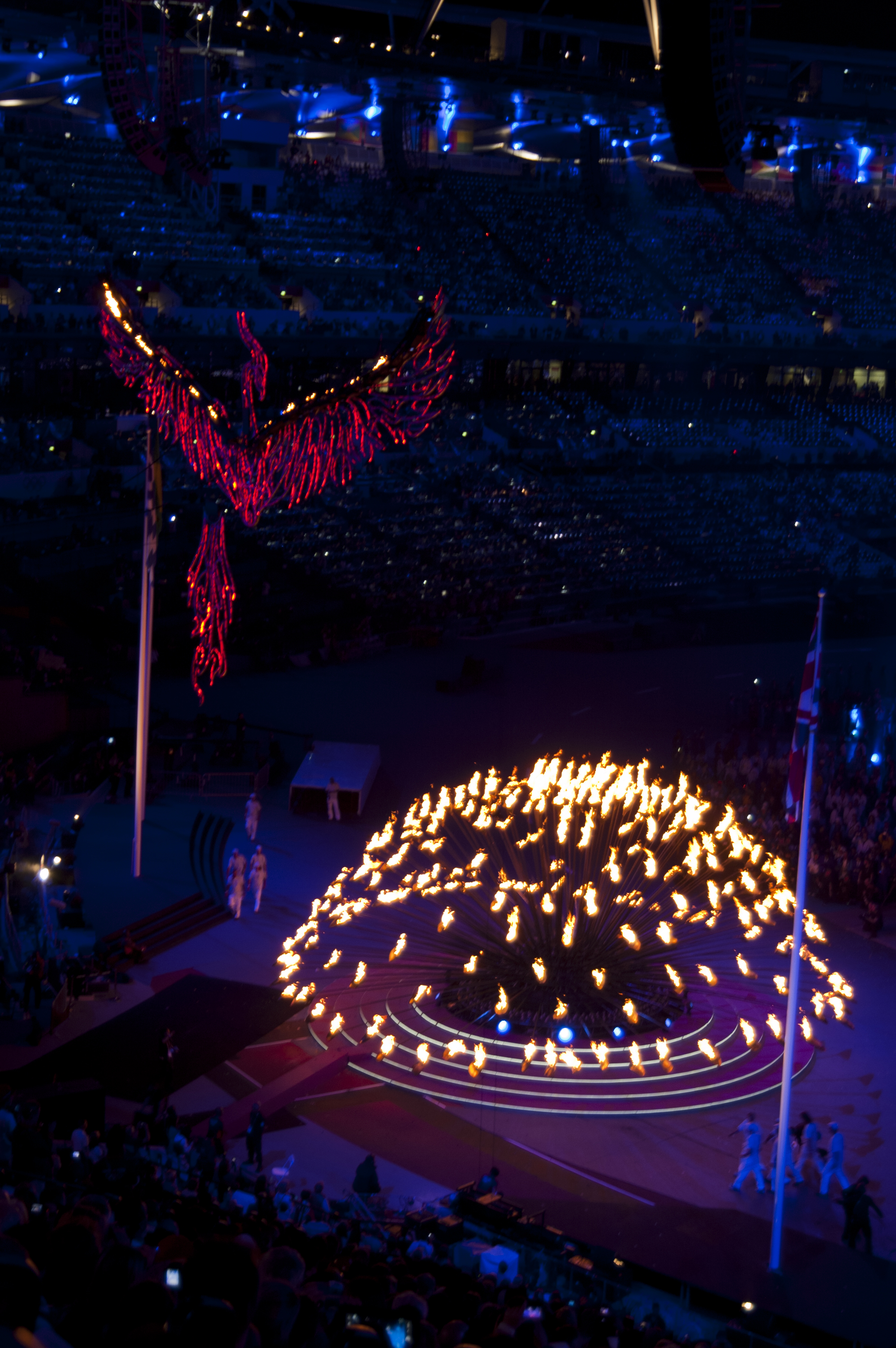
火炬熄灭仪式

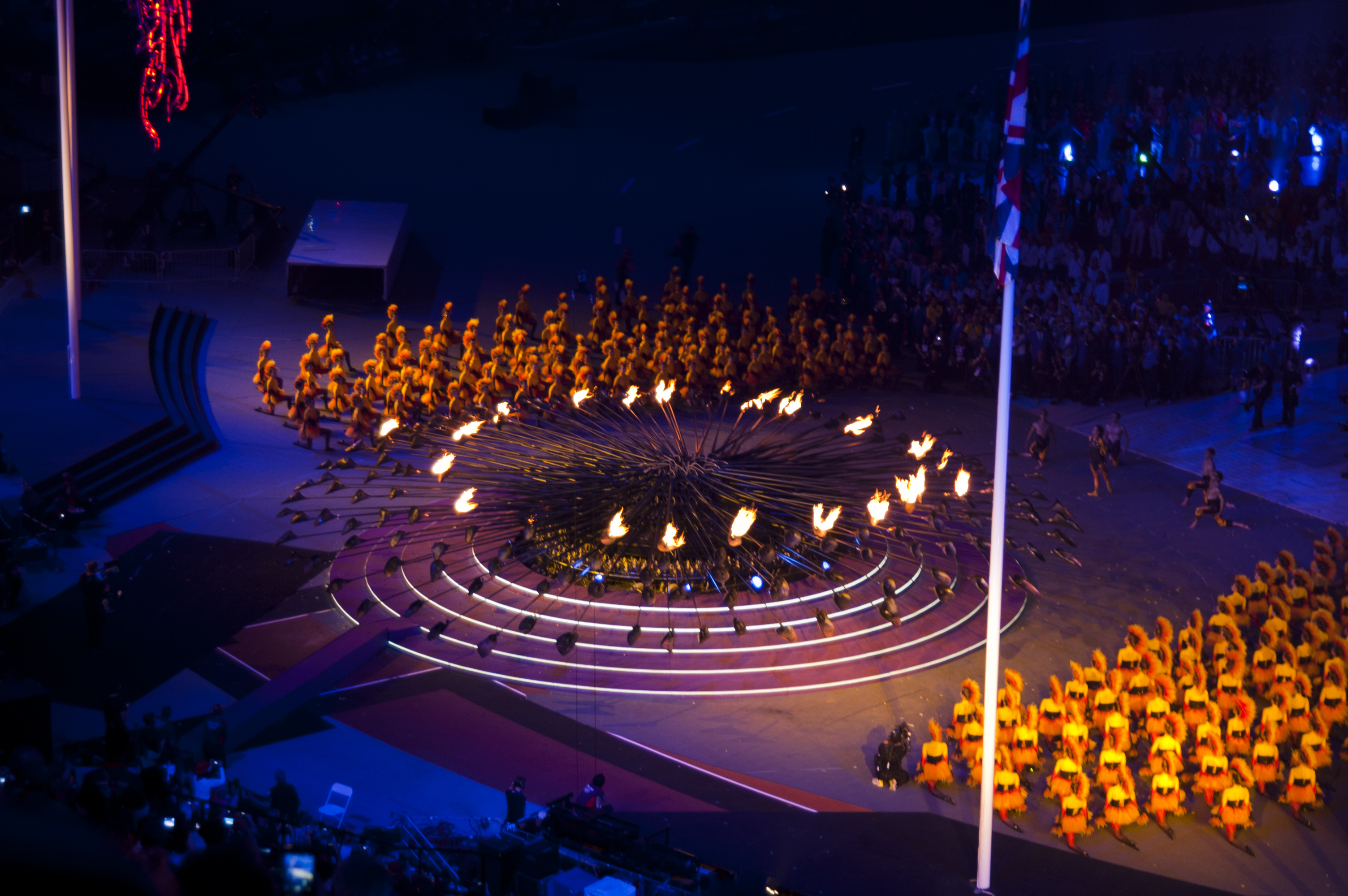
火炬渐渐熄灭

随着奥运会旗从伦敦市长鲍里斯·约翰逊和奥委会主席罗格的手中传递，巴西里约热内卢市长帕耶斯接过奥运会旗，随后奏响巴西国歌。

里约8分钟表演主要以桑巴为主，球王利也参与了表演。

## 圣火熄灭后

### 其他活动
海德公园在闭幕式当日举行音乐会，多名乐队参与。

## 转播媒体
在中国大陆，包括中央电视台综合频道（除香港版本外）、中央电视台体育频道、中央电视台新闻频道和中国3D电视试验频道转播，而中央电视台高清频道与奥运频道并机高清转播，共有五路频道进行转播。其中，新闻频道由白岩松负责解说，并在运动员入场环节于屏幕右下角提供新闻视角专属小窗口，用来回放本届奥运会的精彩瞬间，其他频道则由张斌和沙桐负责解说。
在香港，香港电台第一台、亞洲電視國際台、無綫電視明珠台、有线第1台、有线奥运1台、2台、3台和3D台转播。
在澳门，转播信号由中央电视台提供，在澳視體育台和澳視高清台转播。
在台灣，包括台視主頻、台視財經台、台視HD台、中視主頻、中視新聞台、中視HD台、華視主頻、華視休閒頻道、華視HD台、民視無線台、台灣交通電視台、民視高畫質台、公視HiHD、愛爾達綜合台、愛爾達體育台、愛爾達奧運1-10台、愛爾達奧運新聞台、愛爾達奧運3D台、愛爾達奧運2D台等頻道進行轉播。
在美国，NBC因没有播出闭幕式上Ray Davies、Muse和The Who的表演而再次受到媒体批评。